# Nationale prijzencommissie van het levend pluimvee
De Nationale prijzencommissie van het levend pluimvee heeft als doel het vaststellen van de basisprijzen van de pluimveemarkt van heel België en op een objectieve wijze zowel de overheidsinstanties als alle betrokken partijen, kwekers, mesters, handelaars, fabrikanten van veevoeders en de verbruikers in te lichten.
De commissie werd op 14 juni 1961 opgericht, op verzoek van het Ministerie van Landbouw.
De zetel bevindt zich in het stadhuis te Deinze. De commissie komt elke woensdagmorgen om 8.30 samen in het stadhuis en bestaat uit 12 leden:
- 6 leden uit de productiesector
- 6 leden uit de handelssector en slachterijen.

De commissie stelt de prijslijst op mits akkoord van 2/3 van de leden. Voor iedere prijsnotering (exclusief btw) wordt een minimum- en een maximumprijs opgegeven. Na de vaststelling van de prijzen worden deze door de milieudienst via allerhande kanalen bekendgemaakt.